# 라디오 119
라디오 119는 KBS 1라디오에서 2011년 1월 1일부터 2014년 4월 5일까지 3년간 방송했던 라디오 안전 프로그램이다.
진행자는 이성민 아나운서이며, 방송시간은 매주 토요일 오후 5시 5분부터 오후 5시 30분까지이다.
| KBS 1라디오 토요일 프로그램   |                              |                               |
| 이전                          | 라디오 119                   | 다음                          |
| 생방송 토/일요일 오후입니다   | 라디오 119                   | 함께하는 세상                 |
| 오후 3시 10분 ~ 오후 4시 58분 | 오후 5시 5분 ~ 오후 5시 30분 | 오후 5시 32분 ~ 오후 5시 58분 |
|                               |                              |                               |